# Вила Гелфи (Маса-Карара)
Вила Гелфи је насеље у Италији у округу Маса-Карара, региону Тоскана.
Према процени из 2011. у насељу је живело 16 становника. Насеље се налази на надморској висини од 194 м.